# Голубєв Віталій Юрійович
Віталій Юрійович Голубєв (23 травня 1978 року, м.Іжевськ, Удмуртська АРСР, Російська Федерація) — український журналіст, медіатренер, громадський діяч. Секретар НСЖУ, керівник Школи універсального журналіста.

## Життєпис
Віталій Голубєв народився 23 травня 1978 року у місті Іжевськ Російської Федерації. У 1995 році закінчив середню школу № 5 м. Рівне. Під час навчання двічі — в 10 та 11 класах — ставав переможцем IV етапу Всеукраїнської олімпіади з української мови та літератури.
У 2001 році Голубєв закінчив з відзнакою Рівненський державний гуманітарний університет, факультет документальних комунікацій та менеджменту.
Віталій освоїв навчальні програми IREX ProMedia, IREX U-Media та Інституту розвитку регіональної преси, проходив професійне стажування у Литві, Німеччині, Російській Федерації та Швеції. У 2007 році пройшов сертифікаційну програму «Технології інтерактивного навчання дорослих», Віталій Голубєв у 2006 році заснував Школу універсального журналіста (до 2007 року — Школа молодого журналіста) — проєкт з неформальної журналістської освіти для молоді. З 2016 року проєкт функціонує також і в дистанційному форматі.
Проводив медіатренінги в рамках проєктів, підтриманих Посольством США в Україні, Радою Європи, ОБСЄ, Міністерством закордонних справ Німеччини. Основна тематика — ефективність і відповідальність у соціальних мережах, просування особистого бренду журналіста, тайм-менеджмент і особиста ефективність для журналістів. У 2019 році працював одним із фасилітаторів проєкту для старшокласників і студентів «Навчай та розрізняй: інфомедійна грамотність» від IREX в Україні. У 2020 року — консультант Ради Європи з питань друкованих ЗМІ. Проводить тренінги і вебінари для журналістів і редакторів з усіх регіонів України.
Керівник всеукраїнського конкурсу учнівських творчих робіт «Я — журналіст!» для учнів 8-11 класів загальноосвітніх шкіл та професійно-технічних навчальних закладів, вихованців позашкільних навчальних закладів та студентів вищих навчальних закладів І-ІІ рівнів акредитації усієї України (проводиться з 2009 р. Видавничим домом «ОГО» за підтримки Національного університету «Острозька академія» та управлінь і департаментів освіти і науки обласних державних адміністрацій)..
Одружений, дружина Юлія Новак-Голубєва — член Національної спілки журналістів України, старший лаборант та викладач Національного університету «Острозька академія», авторка книг «Щоденник мами» та "Мислю: мама трьох донечок - про материнство, буття і смерть", блогерка.
Діти: Олександра (2017 р.н.), Віталіна (2017 р.н.) та Іванна(2018 р.н.).

## Журналістська діяльність

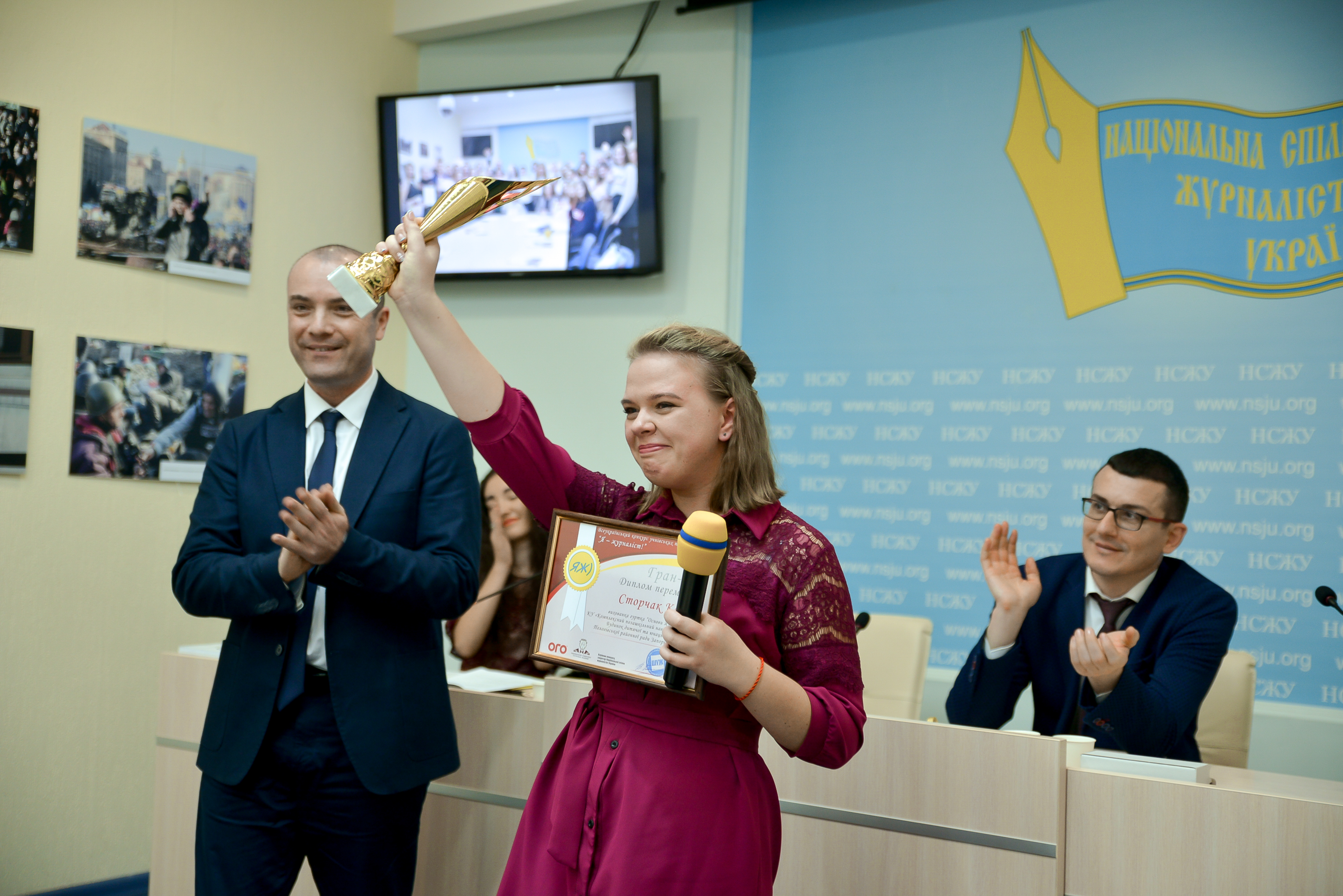
На церемонії нагородження переможців Всеукраїнського конкурсу «Я — журналіст», грудень, 2019 р.

Першу статтю Віталій опублікував у віці 14 років у рівненській обласній молодіжній газеті «Зміна». З 18 років займається журналістською діяльністю на професійній основі.
- 1996—2002 — кореспондент відділу інформації обласної газети «Рівне вечірнє»
- 1997—2000 — кореспондент служби новин, автор і ведучий програми телерадіокомпанії «Рівне 1» (за сумісництвом)
- 2000—2002 — редактор обласного тижневика «Нова Волинь» (за сумісництвом)
- 2002—2003 — заступник редактора обласної газети «Рівне вечірнє»
- 2003—2004 — редактор обласного тижневика «Провінційна газета»
- 2004—2005 — редактор обласного тижневика «ОГО»
- 2005—2020 — головний редактор Видавничого дому «ОГО» (газета «ОГО», Рівненський інформаційний портал OGO.ua, журнали «Рівняни», «Маленькі рівняни» та «LIGHT», сайти «Рівняни», «Маленькі рівняни», «LIGHT» та «Я — журналіст!»)
- 2007—2008 — заступник директора з інформаційної політики телерадіокомпанії «Рівне 1» (за сумісництвом)
- 2010 — 2019 — викладач кафедри журналістики Національного університету «Острозька академія» (за сумісництвом);
- 2016—2017 рр. — викладач кафедри релігієзнавства і теології Національного університету «Острозька академія» (за сумісництвом)
- 2010—2011 — головний редактор служби новин телерадіокомпанії «Рівне 1» (за сумісництвом)
- 2011—2012 — редактор обласного тижневика «Оберіг» (за сумісництвом)

Керівник проєкту створення мультимедійного ньюзруму (газети + ТБ + онлайн-ЗМІ) у м. Рівне на базі Видавничого дому «ОГО» і телерадіокомпанії «Рівне 1» (з 2008 р.).
Співпрацював із такими загальноукраїнськими інтернет- та друкованими ЗМІ як ZAXID.net, «Газета по-українськи», «Киевские ведомости», «Комсомольская правда в Украине», «День», «Україна молода» тощо.
З 1 січня 2020 року залишив посаду головного редактора Видавничого дому «ОГО», на якій пропрацював близько 15 років, і зосередився на розвитку власних проєктів як медіатренера, спікера, автора, засновника Школи універсального журналіста та Всеукраїнського конкурсу «Я — журналіст!»..

## Творчість
Голубєв Віталій — автор друкованих та електронних книг для журналістів та всіх, хто працює з інформацією. Його статті з медіатематики містяться на профільних інтернет-ресурсах для медійників: «Детектор медіа», «Media Sapiens», «Редакторський портал», сайті Національної спілки журналістів України, сайті «Я — журналіст!». Двічі (у 2017 та 2018 рр.) статті Віталія Голубєва потрапляли до ТОП-15 найпопулярніших матеріалів року на інтернет-ресурсі «Media Sapiens».

### Книги
- Голубєв В. Ю. Школа універсального журналіста: практичне керівництво для початківців. — Рівне: Друк Волині, 2009. (Друге видання вийшло у 2010 р.).
- Голубєв В. Ю. Універсальна журналістика: навчальний посібник. — Рівне: Друк Волині, 2016. (Друге видання вийшло у 2017 р.).
- Голубєв В. Ю. Лайфхак для журналіста: як ефективно використовувати час та інформацію. — Рівне: Друк Волині, 2017. (Друге видання вийшло у 2018 р.).
- Голубєв В. Ю. Ефективність: книга для тих, хто працює з інформацією. — Рівне: Друк Волині, 2018. (У 2019 році книгу перевидано у видавництві «Мандрівець» (Тернопіль) під назвою «Ефективність: для тих, хто працює з інформацією»).
- Голубєв В. Ю. Дієслово: інструменти ефективності для людей розумової праці. — Рівне: Друк Волині, 2019.

Навчальний посібник Віталія Голубєва «Універсальна журналістика» рекомендований до друку Вченою радою Національного університету «Острозька академія» (протокол № 14 від 30.06.2016 р.).

### Електронні книги
- Голубєв В. Ю. ЖурХак: 77 порад для успішного старту в журналістиці. — Рівне: б.в., 2019.
- Голубєв В. Ю. Секрети якісного тексту: 55 порад, які допоможуть вам писати переконливо. — Рівне: б.в., 2020.

## Досягнення та відзнаки
Віталій Голубєв є консультантом Ради Європи з питань друкованих ЗМІ. Він — засновник Школи універсального журналіста та Всеукраїнського конкурсу учнівських творчих робіт «Я — журналіст!».
- 2003 рік — переможець Другого всеукраїнського професійного конкурсу преси у номінації «Краща передплатна кампанія», організованого Українською асоціацією видавців періодичної преси.
- 2014 рік — лауреат творчого конкурсу Рівненської обласної організації Національної спілки журналістів України серед засобів масової інформації Рівненської області у номінації «Тележурналіст 2014 року»
- 2016 рік — переможець творчого конкурсу Національної спілки журналістів України у номінації «Журналіст року» (серед обласних і регіональних видань)[4].